# Miconia biglandulosa
Miconia biglandulosa är en tvåhjärtbladig växtart som beskrevs av Henry Allan Gleason. Miconia biglandulosa ingår i släktet Miconia och familjen Melastomataceae. Inga underarter finns listade i Catalogue of Life.